# 巴哈馬文件
巴哈馬文件（日语：バハマ文書），是从1990年至2016年，有關在巴哈馬所設立的紙上公司等的法人約175,000間，所涉及约1.3万份的电子文件。
2016年9月，公共诚信中心命名为“Bahamas Leaks”，公開了有關政治人物、高管、和股东等相关信息。